# Heinrich Dressel
Pour les articles homonymes, voir Dressel.
Heinrich Dressel (16 juin 1845-17 juillet 1920) est un archéologue et un épigraphiste allemand.

## Biographie
Il est bien connu pour plusieurs ouvrages sur les épigraphies latines, et il est le découvreur de l’inscription de Duenos, un des plus anciens témoins du latin archaïque.
Dès 1872, lors de ses premières fouilles à Monte Testaccio à Rome, il développe aussi une typologie pour classer les amphores antiques : chaque type ou forme d’amphore (il en liste 45 au total) porte son nom suivi d’un numéro. La table de Dressel reste encore aujourd’hui en grande partie valable, bien que de nombreuses autres nomenclatures complémentaires aient été établies depuis,.

Amphore de type Dressel 1B.Légende : 1: lèvre - 2: col - 3: anse - 4: épaule - 5: panse - 6: pied